# Dżidimirci (gmina Wełes)
Dżidimirci (mac. Џидимирци) – wieś w centralnej Macedonii Północnej, administracyjnie i terytorialnie należąca do gminy Wełes. W 2002 roku liczyła 9 mieszkańców.

Według danych ze spisu powszechnego przeprowadzonego w 2002 roku, Dżidimirci zamieszkiwało 9 osób deklarujących następującą narodowość:
- Macedończycy – 9 (100%)